# Brudzewice-Kolonia
Brudzewice-Kolonia [pronunciación en polaco: /brud͡zɛˈvit͡sɛ kɔˈlɔɲa/] es un pueblo en el distrito administrativo de Gmina Poświętne, dentro del condado de Opoczno, Voivodato de Łódź, en el centro de Polonia. Se encuentra a unos 4 kilómetros al este de Poświętne, a 20 kilómetros al noreste de Opoczno, y a 71 kilómetros al sureste de la capital regional Łódź.